# Hautasaari (ö i Nitsijärvi, Enare)
Hautasaari, nordsamiska: Hävdisuálui, skoltsamiska: Äu'ddsuâl, är en liten ö i Nitsijärvi i Finland. Ordet hautasaari hänvisar att ön har varit begravningsplats. Ön ligger i sjön Nitsijärvi, och i kommunen Enare i den ekonomiska regionen Norra Lappland och landskapet Lappland, i den norra delen av landet, 1 000 km norr om huvudstaden Helsingfors. Öns area är 7,7 hektar och dess största längd är 480 meter i öst-västlig riktning.